# Vonica
Predloga:Infobox Greek Dimos
Vonica (grško Βόνιτσα) je mesto v severozahodnem delu Etolije - Akarnanije, ob Ambrakaškem zalivu, 13 kilometrov jugovzhodno od Preveze in zgodovinskega Akcija ter 18 kilometrov severovzhodno od Lefkasa; blizu je tudi Itaka; od Agrinija je oddaljeno 90 kilometrov. Skozenj teče grška državna Cesta 42 (Lefkada-Amfilohija). Nad mestom je ohranjena beneška utrdba, sicer pa je znano po želvah.